# Canon RF 50mm f/1.8 STM
El Canon RF 50mm f/1.8 STM és un objectiu fix normal i pancake amb muntura Canon RF.
Aquest, va ser anunciat per Canon el 4 de novembre de 2020, amb un preu de venda suggerit de 245,99€.
Aquest objectiu s'utilitza sobretot per fotografia de retrat i producte de mida petita.

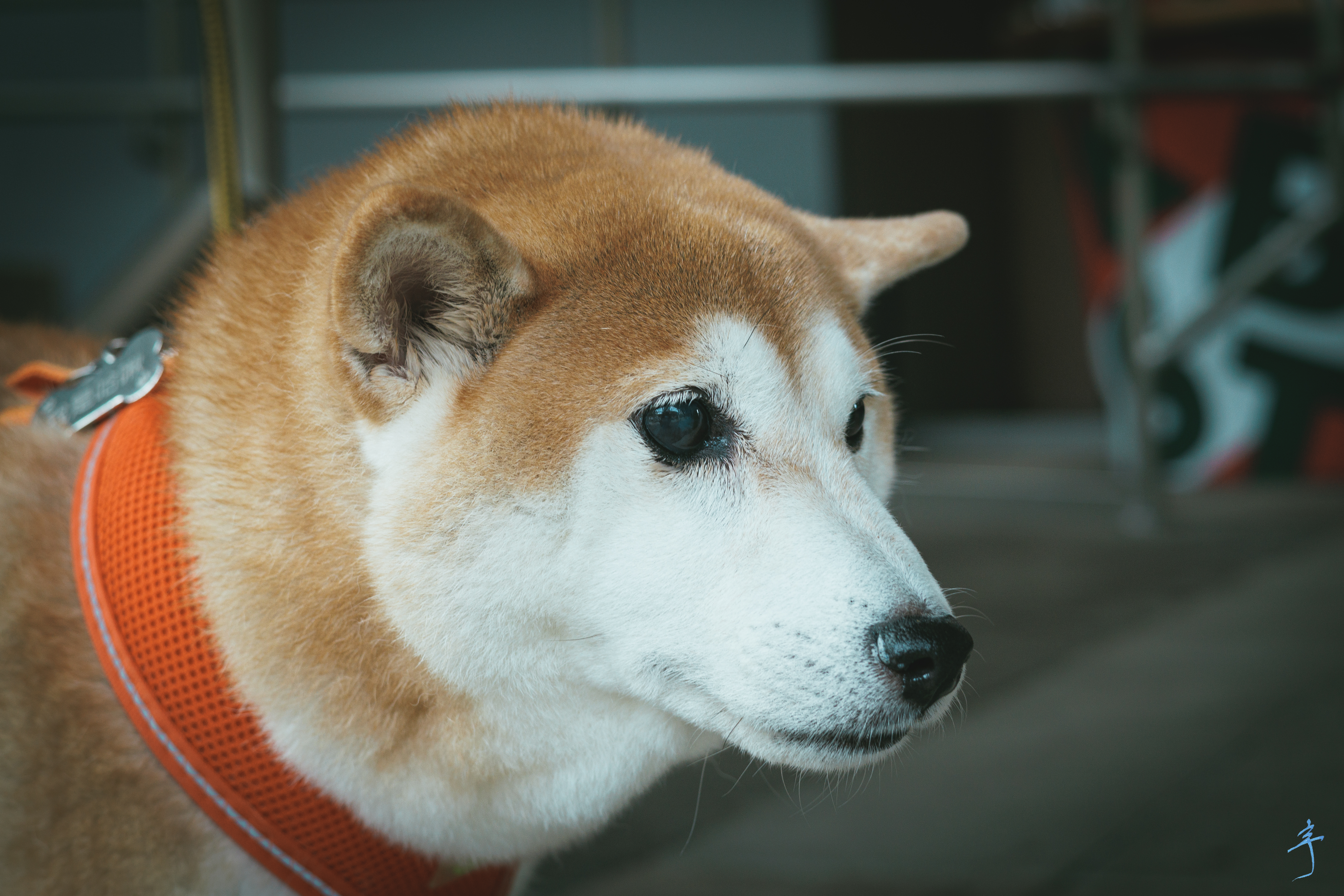
Gos fotografiat amb el Canon RF 50mm f/1.8 STM

## Característiques
Les seves característiques més destacades són:
- Distància focal: 50mm
- Obertura: f/1.8 - 22
- Motor d'enfocament: STM (Motor d'enfocament pas a pas, silenciós)
- Distància mínima d'enfocament: 30cm
- Rosca de 43mm
- La distorsió òptica és insignificant amb i sense correcció automàtica.[3]
- L'ombrejat de les cantonades és molt extrem a f/1.8 i format RAW (sense correcció) amb més de 3 passes i mitja de llum, el seu mínim es troba a f/5.6 amb una mica més de 0,8 passes. Un cop corregit per software, l'ombrejat a les cantonades és de més d'un pas i mig de llum a f/1.8 i a f/5.6 de 0,3 passes.[3]
- La millor qualitat òptica al centre es troba a f/4. Mentre que a les cantonades la millor qualitat es troba a f/5.6.[2]

## Construcció[4]
- La muntura és de metall, però la resta de parts són de plàstic
- El diafragma consta de 7 fulles, i les 6 lents de l'objectiu estan distribuïdes en 5 grups.
- Consta d'un element asfèric i un revestiment super spectra (ajuda a reduir els efectes fantasma).

## Accessoris compatibles[5]
- Tapa E-43
- Parasol ES-65B
- Filtres de 43mm
- Tapa posterior RF
- Funda LP1014

## Objectius similars amb muntura Canon RF
- Canon RF 50mm f/1.2L USM[6]
- 7artisans 50mm f/1.05[7]
- Meike 50mm f/1.2[8]
- Samyang 50mm T1.5[9]